# Lille persille
Lille persille är ett musikalbum med Finn Kalvik. Albumet är ett samarbete mellan Kalvik och Inger Hagerup och består av barnvisor. Albumet släpptes av skivbolaget Grappa Musikkforlag A/S 1986.

## Låtlista
1. "På byens runde torg" – 1:01
2. "Så rart!" – 1:01
3. "Frøet" – 1:28
4. "Herr Kakerlakk" – 1:12
5. "Ett-tall er mager" – 1:14
6. "Steinalder-vise" – 2:11
7. "Erteblomst" – 0:56
8. "I huset bortenfor" – 1:03
9. "Sommerfugl" – 1:03
10. "Skomaker Kalle" – 1:03
11. "Rødstrupe" – 0:50
12. "Så deilig dovent gresset er" – 1:45
13. "Lille persille" – 1:15
14. "Sommerøya" – 2:56
15. "Tordivel, tordivel" – 0:45
16. "Poteten" – 1:06
17. "Kylling" – 1:29
18. "Alle elefanter" – 1:02
19. "Når det knirker i porten" – 0:45
20. "Tomaten og løken" – 1:01
21. "Rompetroll" – 1:10
22. "Penneline pennelekk" – 1:18
23. "I gamle dage" – 1:18
24. "Fru Olsen har boller" – 0:22
25. "Lille frøken nesevis" – 0:29
26. "På havets bunn står skutene" – 1:26

- Alla låtar skrivna av Inger Hagerup (text) och Finn Kalvik (musik).

## Medverkande
Musiker
- Finn Kalvik – sång, gitarr
- Freddy Lindquist – gitarr
- Geir Holmsen – basgitarr
- Ole Henrik Giørtz – keyboard
- Bruce Rasmussen – trummor, percussion
- Forsvarets stabsmusikkorps – mässingsinstrument

Produktion
- Finn Kalvik – musikproducent
- Jan Erik Kongshaug – ljudtekniker